# James Germain Février
Pour les articles homonymes, voir Février (homonymie).
 (janvier 2025).

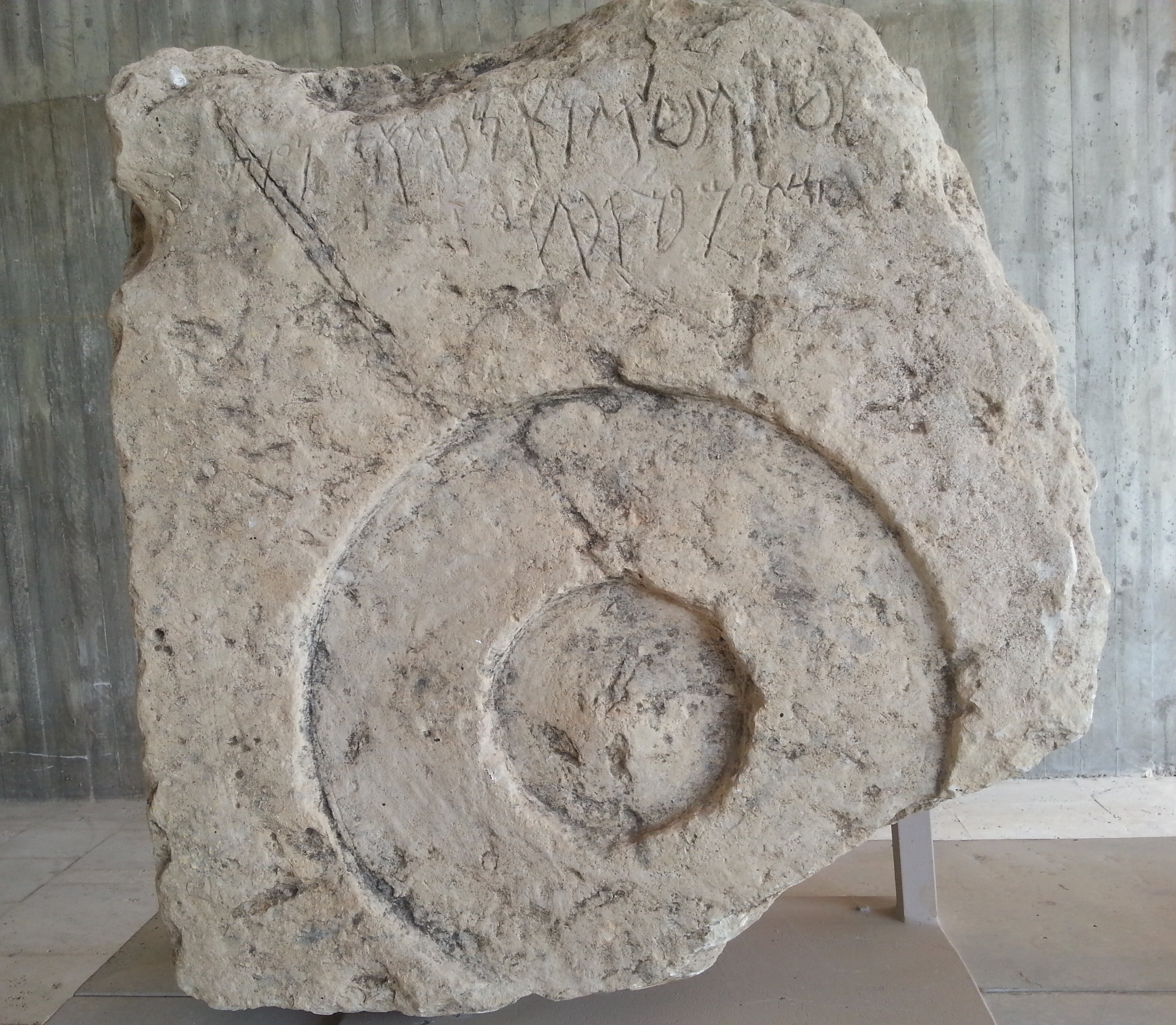
Inscription fragmentaire découverte en surface dans le secteur du tumulus de Volubilis, décrite et commentée par JG Février en 1966.

James Germain Février né à Clérac le 24 janvier 1895 et mort à Draveil le 15 juillet 1976 , est un historien et philologue français. Il est spécialiste du monde sémitique, sa thèse a porté sur le site archéologique de Palmyre et il a effectué de très nombreux travaux sur l'histoire de Carthage et les Phéniciens.

## Travaux
Il a travaillé sur le site archéologique de Volubilis.